# كالين داميسي
كالين داميسي (بالفرنسية: Kalen Damessi)‏ (28 مارس 1990 بتولوز في فرنسا - ) هو لاعب كرة قدم توغولي في مركز الهجوم. شارك مع منتخب توغو لكرة القدم. أما مع النوادي، فقد لعب مع نادي تولوز ونادي ليل ونادي كويفيلي وJura Sud Foot ‏.

## روابط خارجية
- كالين داميسي على موقع قاعدة بيانات كرة القدم.إي يو (الإنجليزية)
- كالين داميسي على موقع ناشيونال فوتبول تيمز (الإنجليزية)
- كالين داميسي على موقع Soccerway.com (الإنجليزية)